# Parvulus latissimus
Parvulus latissimus Zhang, Sun & Zhang, 1994 è un ragno fossile appartenente alla famiglia Thomisidae.
È l'unica specie nota del genere Parvulus.

## Caratteristiche
Genere fossile risalente al Neogene. I ragni sono costituiti da parti molli molto difficili da conservare dopo la morte; infatti i pochi resti fossili di aracnidi sono dovuti a condizioni eccezionali di seppellimento e solidificazione dei sedimenti.

## Distribuzione
Le specie sono state rinvenute nel giacimento cinese di Shanwang, nella regione orientale dello Shandong.

## Tassonomia
Dal 1994 non sono stati esaminati altri esemplari, né sono state descritte sottospecie al 2015.